# Decticus hieroglyphicus
Decticus hieroglyphicus är en insektsart som beskrevs av Klug, J.C.F. 1829. Decticus hieroglyphicus ingår i släktet Decticus och familjen vårtbitare. Inga underarter finns listade i Catalogue of Life.